# Cistadenokarcinom
Cístadénokarcinóm je adenokarcinom (maligni tumor, ki vznikne iz žleznih epitelijskih celic) z različno velikimi, tudi makroskopsko vidnimi žleznimi votlinami. Najpogosteje nastane v jajčnikih ali trebušni slinavki, lahko pa tudi v drugih organih. Vzrok njegovega nastanka ni povsem pojasnjen, velja pa, da lahko na nastanek vplivajo genetska dovzetnost, kronično vnetje ter hormoni. Pogostnost je različna pri različnih vrstah cistadenokarcinomov; cistadenokarcinom jajčnika predstavlja znaten delež vseh rakov jajčnika. Ta članek se nanaša na različne vrste cistadenokarcinomov.

## Epidemiologija
Pojavnost cistadenokarcinomov je različna glede na vrsto raka oziroma prizadetost določenega organa. Serozni cistadenokarcinom jajčnika je najpogostejša vrsta raka jajčnika in ima večjo pojavnost zlasti pri pomenopavznih ženskah. Med dejavnike tveganja za cistadenokarcinom jajčnika spadajo določene genske mutacije (npr. mutacije BRCA1/BRCA2), družinska obremenjenost z rakom jajčnika ali trebušne slinavke ter podaljšana izpostavljenost estrogenu. Mucinozni cistadenokarcinom trebušne slinavke je redkejši in predstavlja le manjši delež vseh primerov raka trebušne slinavke; dejavnika tveganja sta kajenje in kronični pankreatitis.

## Vrste cistadenokarcinomov
Cistadenokarcinome razvrščajo glede na njihove histološke značilnosti in anatomsko lokacijo. 
Histološko razvrščanje
- Serozni cistadenokarcinomi: zanje so značilne ciste, napolnjene z bistro, vodeno tekočino. Celice so tipično razvrščene v enojnem epitelijskem sloju; celična jedra izražajo visoko stopnjo atipičnosti. Gre za najpogostejši histološki podtip cistadenokarcinomov. Pogosto so povezani z večjo stopnjo malignosti, zlasti, kadar gre za rak jajčnika.[3]
- Mucinozni cistadenokarcinomi: tumorji v obliki cist vsebujejo gostejše, sluzi podobne izločke. Celice so pogosto razvrščene v zapleteno arhitekturo  in izražajo različne stopnje diferenciacije.[3][7]
- Papilarni cistadenokarcinomi: gre za redek podtip, za katerega so značilna prstasta izbočenja (papile) v cistični prostor. Povezani so z agresivnim potekom.[8]

Pogoste lokacije 
- Jajčniki: cistademokarcinomi jajčnika so najpogostejši in najbolj preučevani. Predstavljajo znaten delež vseh primerov raka jajčnika. Nadalje jih pogosto delijo na serozne in mucinozne cistadenokarcinome jajčnika; serozni tip je pogostejši. Lahko gre za velike tumorje, ki povzročajo simptome, kot so razširjenost trebuha, bolečina in napenjanje.[4]
- Trebušna slinavka: cistadenokarcinomi trebušne slinavke so veliko redkejši od cistadenokarcinomov jajčnika; predstavljajo le okoli 1–1,5 % vseh primerov raka trebušne slinavke. Mucinozni adenokarcinom jajčnika se najpogosteje pojavlja pri ženskah v srednjem starostnem obdobju in lahko povzročajo simptome, kot so bolečine v trebuhu in zlatenica. Pogosto jih je težavno diagnosticirati, saj so na posnetkih podobni benignim cistam.[5][6]
- Druge lokacije: cistadenokarcinomi se lahko pojavijo tudi v drugih organih, in sicer v dojki, jetrih, debelem črevesu, danki ali ledvici, vendar gre za redke oblike raka. Klinična slika in prognoza sta odvisni od lokacije.[8]